# Mitch Cullin
Pour les articles homonymes, voir Cullin.
Mitch Cullin, né le 23 mars 1968 à Santa Fe au Nouveau-Mexique, est un écrivain américain. Auteur de sept romans et d'un recueil de nouvelles, il réside à Arcadia, en Californie, et à Tokyo, au Japon, avec son partenaire et fréquent collaborateur Peter I. Chang. Ses livres sont traduits en plus de 10 langues, dont le français, le polonais, le japonais et l'italien. 
Le New York Times décrit l'écriture de Cullin comme « brillante et superbe », mais l'auteur confesse que la moitié du temps il n'est même pas certain des raisons de ses choix en écriture, et du comment ça fonctionne quand ça fonctionne.

## Biographie
Au milieu des années 1990, pendant ses études à l'Université de Houston, il se lie d'amitié avec l'auteur Marie Gaitskill qui lui donne plusieurs cours d'écriture et qui demeure son mentor après qu'il a abandonné ses études et déménagé à Tucson, en Arizona. 
Avec plusieurs écrivains, dont Salman Rushdie, il est l'un des fondateurs du site sans but lucratif Red Room.
Son roman Tideland est adapté au cinéma sous le même titre par Terry Gilliam en 2005. Un roman policier intitulé Les Abeilles de monsieur Holmes (A Slight Trick of the Mind, 2005), met en scène le personnage de Sherlock Holmes vieillissant. De ce roman, une adaptation signée Bill Condon est prévue en 2015 sous le titre Mr. Holmes, avec Ian McKellen et Laura Linney.

## Œuvre

### Romans
- Whompyjamed (1999)
- Branches (2000) Publié en français sous le titre King County sheriff, traduit par Yoko Lacour, Paris, Éditions Inculte, 2011  (ISBN 978-2-916940-46-5)
- Tideland (2000) Publié en français sous le titre Tideland, traduit par Hélène Collon, Paris, Naïve, coll. Naïve fictions, 2006  (ISBN 2-35021-037-5)
- The Cosmology of Bing (2001)
- Undersurface (2002) Publié en français sous le titre À pic, traduit par Charles Recoursé, Paris, Éditions Inculte, 2012  (ISBN 978-2-916940-81-6)
- A Slight Trick of the Mind (2005) Publié en français sous le titre Les Abeilles de monsieur Holmes, traduit par Hélène Collon, Paris, Naïve, coll. Naïve fictions no 5, 2007  (ISBN 978-2-35021-097-1)
- The Post-War Dream (2008)
- The House of Special Purpose (2012)
- Everything Beautiful is Far Away (2013)

### Recueil de nouvelles
- From Place in the Valley Deep in the Forest (2001)

### Nouvelles isolées
- Playing Solitaire (1996), dans l'anthologie Best Gay Erotica 1996
- THe Snow Prince & the Bear (1996), dans l'anthologie Happily Ever After
- Sifting Through (1997), dans l'anthologie Best American Gay Fiction 2
- Aguas de Marco (2001), dans l'anthologie Afterwords
- Crows in th Hair (2004), dans l'anthologie M2M:New Literary Fiction
- Bullets (2007), dans l'anthologie The Flash
- At the Nageku Kinenhi (2007), dans l'anthologie Sweet Dreams #1

## Adaptations
- 2005 : Tideland, film britannico-canadien de Terry Gilliam, avec Jodelle Ferland, Janet McTeer et Jeff Bridges, adaptation du roman éponyme
- 2015 : Mr. Holmes, film britannico-américain de Bill Condon, avec Ian McKellen, Laura Linney et Hiroyuki Sanada, adaptation du roman Les Abeilles de monsieur Holmes.